# Иджо

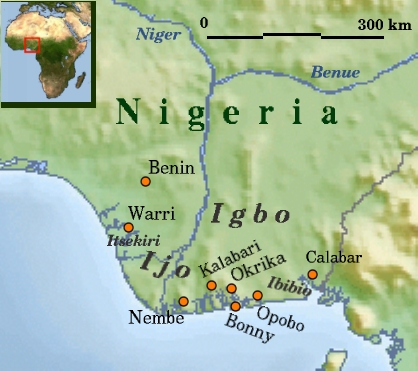
Территория проживания иджо на карте Нигерии

Иджо (изон) — совокупность общин, проживающих в дельте реки Нигер на юге Нигерии.

## Язык
Иджо говорят на языке иджо иджоидной группы нигеро-конголезских языков.

## История
Согласно собственной исторической традиции, прародителем этноса был Иджо (англ. Ijo, Izon или Ijaw), который пришёл на территорию современного расселения этноса с северо-запада (предположительно из Мали или из Сонгая), но прошёл через Верхний Египет, территорию расселения нупе, и ненадолго осел в йорубском городе-государстве Ифе-Ифе в то время, когда там жил Одудува, прародитель йоруба.
В Средние века иджо не сформировали централизованного государственного образования; жили в городах-государствах (Опобо, Калабари, Нембе, Брасс, Бонни), c XVI века вступили в контакт с европейцами. Дельта Нигера была центром работорговли, поэтому этническая территория иджо получила название Невольничий берег. В XIX веке на смену работорговле пришла торговля пальмовым маслом. Монополия на торговлю пальмовым маслом в восточной части дельты Нигера принадлежала Джа-Джа, правителю созданного в 1869 году города-государства Опобо. В 1870—1887 гг. иджо вели борьбу против британской торговой и территориальной экспансии в дельте Нигера.

## Социальная организация

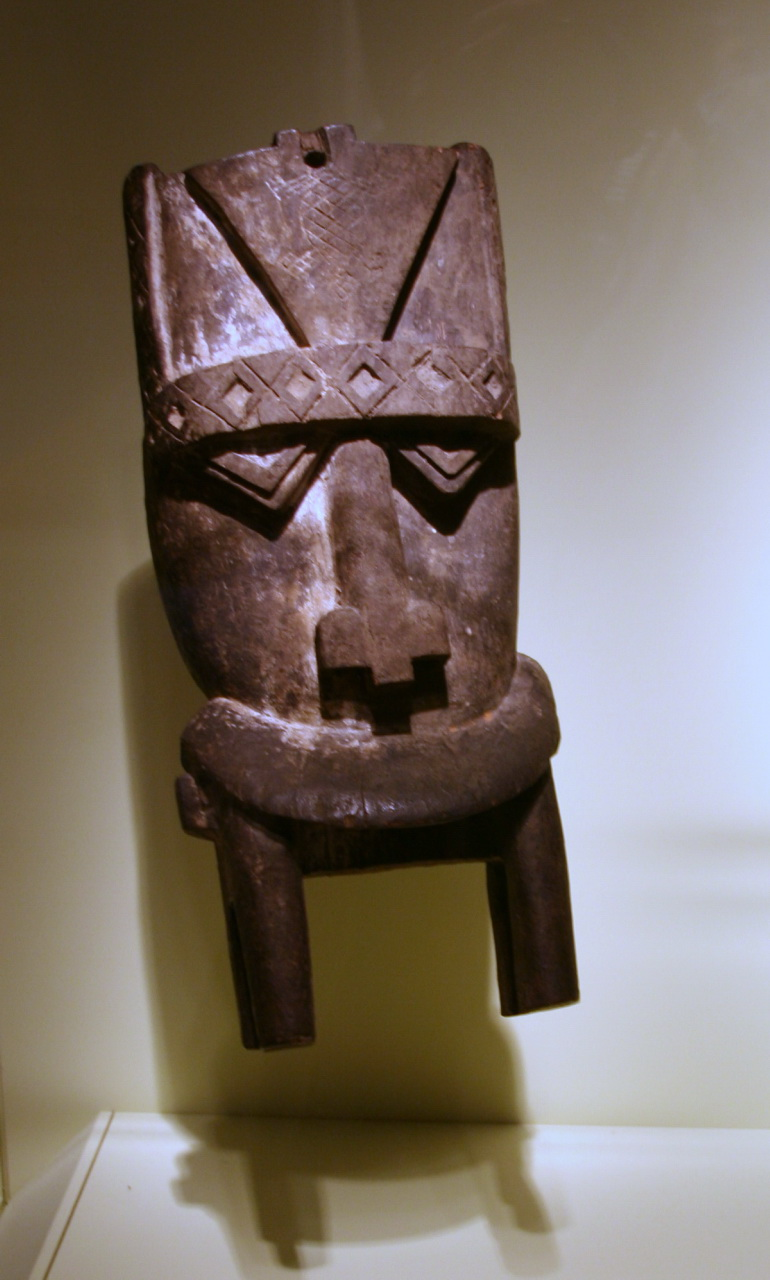
Маска этнической подгруппы Калабари

В настоящее время иджо находятся в процессе перехода от клановой организации к созданию единого этноса. Среди кланов иджо можно выделить следующие: гбарамату, бенни, адагбабири, эгбеома и др.
Некоторые общины объединены в культурно-исторические единицы «королевства», как например, королевство Огба, королевство Эгбема и пр.

## Сецессионистское движение
В феврале 1966 года иджо, входящие в составе движения «Добровольческие отряды дельты Нигера» англ. Niger Delta Volunteer Force под руководством Исаака Боро объявили об одностороннем отделении иджоленда и создании Народной республики дельты Нигера. Восставшие в течение двух недель удерживали захваченный полицейский участок и некоторые правительственные объекты в городе Йенагоа.
После того как федеральное правительство разгромило восставших, И. Боро и остальные активные участники были приговорены к смертной казни, но затем амнистированы правительством Якубу Говона, пришедшим к власти в результате военного переворота 1966 года.
С 2006 года антиправительственное Движение за освобождение дельты Нигера начало захватывать в заложники представителей нефтяных компаний и осуществлять взрывы. Движение выступает за перераспределения доходов от нефтедобычи.

## Этнический конфликт в Варри
В городе Варри иджо и итсекири на протяжении нескольких десятилетий конфликтуют за верховенство в местных административных органах и первоочередное право получения работы в нефтегазовой сфере.
Конфликт привел к кровавым столкновениям в 1997—1999 годах, а также в начале 2000-х годов, вплоть до подписания мирного договора в 2004 году. В Варри и в окрестностях города проживают 4 основных клана иджо: огбе-иджо, гбарамату, исаба и эгбема.

## Известные представители народа иджо
- Джонатан Гудлак — президент Нигерии (2010—2015).
- Джон Пеппер Кларк — нигерийский поэт и драматург.